# Richard Piper (pilote automobile)
Pour les articles homonymes, voir Richard Piper.
James Richard Piper, né le 22 octobre 1947 à Londres au Royaume-Uni, est un pilote de course automobile anglais à la retraite ayant participé aux 24 Heures du Mans,, au Championnat du monde des voitures de sport ainsi qu'aux 24 Heures de Spa.

## Palmarès

### Résultats aux24 Heures du Mans
| Année | Écurie                  | Copilotes                             | Voiture           | Classe | Tours | Pos. | Class Pos. |
| ----- | ----------------------- | ------------------------------------- | ----------------- | ------ | ----- | ---- | ---------- |
| 1990  | PC Automotive           | Olindo Iacobelli Mike Youles (pl)     | Spice SE89C       | C2     | 304   | 21e  | 1re        |
| 1991  | PC Automotive           | Olindo Iacobelli Jean-Louis Ricci     | Spice SE89C       | C1     | 280   | Nc.  | Nc.        |
| 1992  | Chamberlain Engineering | Ferdinand de Lesseps Olindo Iacobelli | Spice SE89C       | C1     | 258   | 14e  | 7e         |
| 1993  | Lotus Sport             | Olindo Iacobelli Ferdinand de Lesseps | Lotus Esprit S300 | C4     | 162   | Abd. | Abd.       |
| 1994  | Lotus Sport             | Peter Hardman Olindo Iacobelli        | Lotus Esprit S300 | GT2    | 59    | Abd. | Abd.       |
| 1995  | PC Automotive Jaguar    | Tiff Needell James Weaver             | Jaguar XJ220      | GT1    | 135   | Abd. | Abd.       |